# Hasbará
Hasbará (em hebraico:  הַסְבָּרָה hasbará, "explicação") designa o esforço israelense de  relações públicas para difundir, no exterior, informações positivas ou propaganda do Estado de Israel e suas ações.O termo é usado pelo  governo israelense e seus apoiadores para descrever iniciativas que consistem em explicar as políticas governamentais e promover Israel, contrapondo-se à mídia desfavorável e ao que consideram como uma campanha de deslegitimização de Israel no  mundo. Hasbara significa  "explicação" e é também um eufemismo para  simples propaganda.
A hasbará dispõe de infraestrutura própria no governo de Israel, com sede no gabinete do Primeiro-Ministro e unidades nos ministérios da Defesa de Israel, das Relações Exteriores, do Turismo e na Agência Judaica para Israel. A Hasbará nacional mantém contato permanente com indivíduos e organizações pró-israelenses de todo o mundo,  coordenando-os para promover os objetivos e as atitudes do Estado de Israel.
A hasbará é também apoiada por organizações sionistas e outras instituições israelenses. Existe um número significativo  de websites de hasbará na Internet. Em 2009, durante o bombardeio da faixa de Gaza,  o Ministério das Relações Exteriores israelense organizou voluntários para que escrevessem comentários favoráveis a Israel nos sites de notícias. Em julho de 2009, foi anunciado que o Ministério das Relações Exteriores teria recrutado pessoas para uma "guerra pela internet", com o objetivo de espalhar uma mensagem favorável a Israel em vários websites, ao custo de 600.000 shekels (cerca de  150.000 dólares).